# 1991年の韓国シリーズ
1991年の韓国シリーズ

## 概要
1991年の韓国シリーズは、公式戦1位のヘテ・タイガースと同2位のプレイオフ勝者ビングレ・イーグルスの間で10月9日から2-2-3の7戦4勝制で行われ、ヘテ・タイガースが4連勝で2年ぶり6度目の優勝を決めた。4年間で3度も、この顔合わせの韓国シリーズになり、3度全部ヘテの優勝で決着がついた。
この年のヘテは公式戦から圧倒的な戦力の差を示して、シーズン初めから2位以下と格の違いを見せつけながら、公式戦1位として、それまでシーズン最多勝の記録を更新する年間79勝を挙げて独走で韓国シリーズに進出。韓国シリーズでも公式戦2位のビングレ・イーグルスを相手に付け入る隙も与えず4連勝で2年ぶりに王者に返り咲いた。この年のヘテはシーズンをもっとも圧倒的に支配したチームの一つとしてあげられる。
韓国シリーズも4連勝で緊張感に欠けたような印象はあるが、それでも見所はあった。アウェイでの第1、2戦を大量失点で落としたビングレだったが、場所をホームである大田に移して開かれた第3戦では先発の宋津宇（ソン・ジヌ）が一方的な流れを止めようと、それまでのチームの不振を忘れさせる力投を見せていた。宋津宇は8回2死まで走者を1人も出さないパーフェクトのピッチングを続け、それまで韓国プロ野球史上公式戦でもなかった大記録達成のムードを匂わせていた。試合は1対0の薄氷のリードであったものの、宋津宇の快投に、それまでビングレを圧倒してきたヘテの打線は抑え込まれていた。しかし、8回2死で6番打者をライトへのファウルフライで討ち取ったが、取れる打球をライトが落球。これを切っ掛けに、その打者に四球を許して完全試合が破れてしまった。それでも、史上初のポストシーズンでのノーヒットノーランの記録は生きていたが、緊張の糸が切れたか、次の打者にヒットを許してノーヒットノーランもなくなった。これから、宋津宇は虚脱感で崩れ落ち、一気に連打を許して試合は逆転。ベンチが動いたときは既に時は遅かった。
この試合での宋津宇のピッチングが韓国プロ野球では、初回から走者を出さない状態で出来るだけ長く試合を進ませるという意味で、一番完全試合に近い投球だった。また、もしこの試合で大記録が達成されたら、シリーズの流れも変われたのではないかという見方もあった。しかし、試合中、極度の緊張の下で進められた試合を落としたビングレは立ち直れず、翌日の第4戦でも、一度は逆転しながら8、9回で5点を許して虚しい再逆転負け。ビングレは売り物だった打線の力も発揮できず、王者奪取の夢はまた次の機会に預けられた。
面白いことは、この年は準プレイオフ、プレイオフ、韓国シリーズが全部4戦で終わった。これは準プレイオフが引き分けを挟んで、4試合も行われた所為である。また、準プレイオフから韓国シリーズまで、ポストシーズンを通して1試合もソウルの蚕室球場で行われることなく地方の球場で済まされた唯一の年である。
| ステージ     | 勝利チーム                        | 成績        | 星取表 | 敗戦チーム                        |
| ------------ | --------------------------------- | ----------- | ------ | --------------------------------- |
| 準プレーオフ | 三星ライオンズ（公式戦3位）       | 2勝1敗1分け | ○●△○   | ロッテ・ジャイアンツ（公式戦4位） |
| プレーオフ   | ビングレ・イーグルス（公式戦2位） | 3勝1敗      | ○○●○   | 三星ライオンズ（公式戦3位）       |
| 韓国シリーズ | ヘテ・タイガース（公式戦1位）     | 4勝         | ○○○○   | ビングレ・イーグルス（公式戦2位） |

## 準プレイオフ
この年は、プレイオフや韓国シリーズよりも、準プレイオフの方が白熱したシーズンだった。勝率5割を切りながら、後半戦勢いに乗って4位で準プレイオフに進出したロッテ・ジャイアンツが注目の的になった。1984年以来、7年ぶりのポストシーズンになったロッテは、公式戦の善戦で予てから熱狂的で知られた本拠地釜山のファンに野球人気を再点火させ、韓国プロ野球史上初めて、年間観客動員100万人を記録する快挙を達成した。
三星ライオンズとの準プレイオフでも、1勝1敗で並んだ第3戦でリードを取っていたが、3回からリリーフでマウンドの上がった朴東煕（パク・ドンヒ）が走者を3塁において、投球動作をしながら手からボールが抜けないあっけないボークで同点を許した。しかし、これで緊張が取れたのか、このボーク以降、10回3分の2を投げ15個の三振を奪うなど、人が変わったような快投を繰り広げた。一方相手三星の金誠吉（キム・ソンギル）も1回から先発投手を救援して12回3分の1を投げ、白熱した投手戦を披露した。結局、打線の沈黙で試合はドローになったが、両投手は試合終了まで投げぬき、人々の記憶に残る試合の一つとして語られている。この第3戦は、現在まで準プレイオフでの唯一の引き分け試合である。
ロッテは朴東煕の好投にも、第4戦で三星の本塁打攻勢に屈して準プレイオフで姿を帰したが、年間観客動員の記録更新と公式戦では5勝12敗1分けと大きく負け越していた三星ライオンズ相手の接戦など、その健闘ぶりは賞賛に値すると評された。そして、この年の善戦は翌シーズンへの複線にもなった。

### 第1戦 9月22日・大邱市民運動場野球場
|                      | 1 | 2 | 3 | 4 | 5 | 6 | 7 | 8 | 9 | R |
| -------------------- | - | - | - | - | - | - | - | - | - | - |
| ロッテ・ジャイアンツ | 0 | 2 | 0 | 1 | 0 | 0 | 0 | 0 | 0 | 3 |
| 三星ライオンズ       | 1 | 1 | 0 | 0 | 3 | 3 | 0 | 0 | X | 8 |

1. 勝利：金誠吉（キム・ソンギル、1-0）
2. 敗戦：朴東煕（パク・ドンヒ、0-1）
3. 本塁打
ロッテ：金旻浩（キム・ミンホ、2回表、ソロ）
三星：柳仲逸（リュウ・ジュンイル、6回裏、ソロ）

### 第2戦 9月23日・社稷野球場
|                      | 1 | 2 | 3 | 4 | 5 | 6 | 7 | 8 | 9 | R  |
| -------------------- | - | - | - | - | - | - | - | - | - | -- |
| 三星ライオンズ       | 0 | 0 | 0 | 0 | 0 | 0 | 0 | 0 | 2 | 2  |
| ロッテ・ジャイアンツ | 5 | 0 | 1 | 0 | 0 | 1 | 0 | 3 | X | 10 |

1. 勝利：尹学吉（ユン・ハッキル、1-0）
2. 敗戦：崔一彦（チェ・イロン、0-1）
3. 本塁打
三星：柳仲逸（9回表、2ラン）

### 第3戦 9月25日・大邱市民運動場野球場
|                      | 1 | 2 | 3 | 4 | 5 | 6 | 7 | 8 | 9 | 10 | 11 | 12 | 13 | R | H  | E |
| -------------------- | - | - | - | - | - | - | - | - | - | -- | -- | -- | -- | - | -- | - |
| ロッテ・ジャイアンツ | 2 | 0 | 0 | 0 | 0 | 0 | 0 | 1 | 0 | 0  | 0  | 0  | 0  | 3 | 12 | 2 |
| 三星ライオンズ       | 1 | 0 | 1 | 0 | 0 | 1 | 0 | 0 | 0 | 0  | 0  | 0  | 0  | 3 | 7  | 0 |

1. 勝利：－
2. 敗戦：－
3. 本塁打
ロッテ：金旻浩（1回表、2ラン）、趙成玉（チョ・ソンオク、8回表、ソロ）
三星：柳仲逸

延長13回、時間切れで規定により引き分け

### 第4戦 9月26日・大邱市民運動場野球場
|                      | 1 | 2 | 3 | 4 | 5 | 6 | 7 | 8 | 9 | R  | H  | E |
| -------------------- | - | - | - | - | - | - | - | - | - | -- | -- | - |
| ロッテ・ジャイアンツ | 0 | 0 | 2 | 0 | 0 | 0 | 0 | 0 | 0 | 2  | 8  | 1 |
| 三星ライオンズ       | 0 | 1 | 0 | 0 | 0 | 2 | 0 | 7 | x | 10 | 10 | 0 |

1. 勝利：李太逸（イ・テイル、1-0）
2. セーブ：金相燁（キム・サンヨプ、0-0-1s）
3. 敗戦：尹学吉（1-1）
4. 本塁打
三星：金容哲（キム・ヨンチョル、6回裏、2ラン）、柳仲逸、張泰洙（チャン・テス）

- 三星ライオンズが2勝1敗1分けでプレイオフ進出

## プレイオフ

### 第1戦 9月29日・大田ハンバッ運動場野球場
|                      | 1 | 2 | 3 | 4 | 5 | 6 | 7 | 8 | 9 | R | H | E |
| -------------------- | - | - | - | - | - | - | - | - | - | - | - | - |
| 三星ライオンズ       | 0 | 0 | 0 | 0 | 0 | 0 | 0 | 0 | 0 | 0 | 8 | 0 |
| ビングレ・イーグルス | 0 | 0 | 3 | 0 | 0 | 0 | 0 | 0 | 0 | 3 | 8 | 0 |

1. 勝利：韓容悳（ハン・ヨンドク、1-0）
2. 敗戦：李太逸（イ・テイル、0-1）
3. 本塁打
ビングレ：李康敦（イ・ガンドン）

### 第2戦 9月30日・大田ハンバッ運動場野球場
|                      | 1 | 2 | 3 | 4 | 5 | 6 | 7 | 8 | 9 | 10 | R |
| -------------------- | - | - | - | - | - | - | - | - | - | -- | - |
| 三星ライオンズ       | 1 | 0 | 0 | 0 | 0 | 0 | 0 | 0 | 0 | 0  | 1 |
| ビングレ・イーグルス | 0 | 1 | 0 | 0 | 0 | 0 | 0 | 0 | 0 | 1x | 2 |

1. 勝利：宋津宇（ソン・ジヌ、1-0）
2. 敗戦：金相燁（キム・サンヨプ、0-1）

### 第3戦 10月2日・大邱市民運動場野球場
|                      | 1 | 2 | 3 | 4 | 5 | 6 | 7 | 8 | 9 | R |
| -------------------- | - | - | - | - | - | - | - | - | - | - |
| ビングレ・イーグルス | 0 | 0 | 0 | 0 | 1 | 0 | 0 | 0 | 0 | 1 |
| 三星ライオンズ       | 0 | 0 | 0 | 0 | 0 | 3 | 0 | 0 | X | 3 |

1. 勝利：金誠吉（キム・ソンギル、1-0）
2. 敗戦：宋津宇（1-1）
3. 本塁打
ビングレ：李政勲（イ・ジョンフン、5回表、ソロ）

### 第4戦 10月3日・大邱市民運動場野球場
|                      | 1 | 2 | 3 | 4 | 5 | 6 | 7 | 8 | 9 | R  |
| -------------------- | - | - | - | - | - | - | - | - | - | -- |
| ビングレ・イーグルス | 1 | 0 | 0 | 1 | 0 | 0 | 8 | 0 | 0 | 10 |
| 三星ライオンズ       | 1 | 0 | 0 | 2 | 0 | 0 | 0 | 0 | 0 | 3  |

1. 勝利：韓容悳（2-0）
2. 敗戦：金相燁（0-2）

- ビングレ・イーグルスが3勝1敗で韓国シリーズ進出

## 韓国シリーズ

### 第1戦 10月9日・光州無等総合競技場野球場
|                      | 1 | 2 | 3 | 4 | 5 | 6 | 7 | 8 | 9 | R |
| -------------------- | - | - | - | - | - | - | - | - | - | - |
| ビングレ・イーグルス | 0 | 1 | 1 | 0 | 0 | 0 | 0 | 2 | 0 | 4 |
| ヘテ・タイガース     | 0 | 3 | 1 | 0 | 0 | 2 | 0 | 3 | X | 9 |

1. 勝利：宣銅烈（1-0）
2. 敗戦：韓禧敏（ハン・ヒミン、0-1）
3. 本塁打
ビングレ：姜正吉（カン・ジョンギル、2回表、ソロ）
ヘテ：韓大化（ハン・デファ、2回裏、2ラン）

### 第2戦 10月10日・光州無等総合競技場野球場
|                      | 1 | 2 | 3 | 4 | 5 | 6 | 7 | 8 | 9 | R  |
| -------------------- | - | - | - | - | - | - | - | - | - | -- |
| ビングレ・イーグルス | 1 | 1 | 0 | 0 | 0 | 0 | 0 | 0 | 0 | 2  |
| ヘテ・タイガース     | 0 | 1 | 1 | 0 | 6 | 1 | 2 | 0 | X | 11 |

1. 勝利：李強喆（イ・ガンチョル、1-0）
2. 敗戦：韓容悳（ハン・ヨンドク、0-1）
3. 本塁打
ヘテ：李建列（イ・ゴンヨル、3回裏、ソロ、5回裏、ソロ）

### 第3戦 10月12日・大田ハンバッ運動場野球場
|                      | 1 | 2 | 3 | 4 | 5 | 6 | 7 | 8 | 9 | R |
| -------------------- | - | - | - | - | - | - | - | - | - | - |
| ヘテ・タイガース     | 0 | 0 | 0 | 0 | 0 | 0 | 0 | 4 | 0 | 4 |
| ビングレ・イーグルス | 0 | 1 | 0 | 0 | 0 | 0 | 0 | 0 | 0 | 1 |

1. 勝利：趙啓顯（チョ・ゲヒョン、1-0）
2. セーブ：申東洙（シン・ドンス、0-0-1s）
3. 敗戦：宋津宇（ソン・ジヌ、0-1）

### 第4戦 10月13日・大田ハンバッ運動場野球場
|                      | 1 | 2 | 3 | 4 | 5 | 6 | 7 | 8 | 9 | R |
| -------------------- | - | - | - | - | - | - | - | - | - | - |
| ヘテ・タイガース     | 0 | 0 | 0 | 0 | 0 | 0 | 0 | 3 | 2 | 5 |
| ビングレ・イーグルス | 1 | 0 | 0 | 1 | 0 | 0 | 0 | 2 | 0 | 4 |

1. 勝利：宣銅烈（2-0）
2. 敗戦：韓容悳（0-2）
3. 本塁打
ビングレ：李政勲（イ・ジョンフン、1回裏、ソロ）、姜錫千（カン・ソクチョン、8回裏、2ラン）

- ヘテ・タイガースが4勝で韓国シリーズ優勝
- MVP:　張彩根（チャン・チェグン、捕手、ヘテ）15打数7安打、打率0.467、0本塁打、8打点